# Servatius Wüstefeld
Servatius Wüstefeld (* 1853 in Schlesien; † 1925) war ein deutscher Maurermeister, Architekt und Bauunternehmer. Er errichtete unter anderem für römisch-katholische Kirchengemeinden mehrere Kirchen im Stil der Neogotik.

## Leben

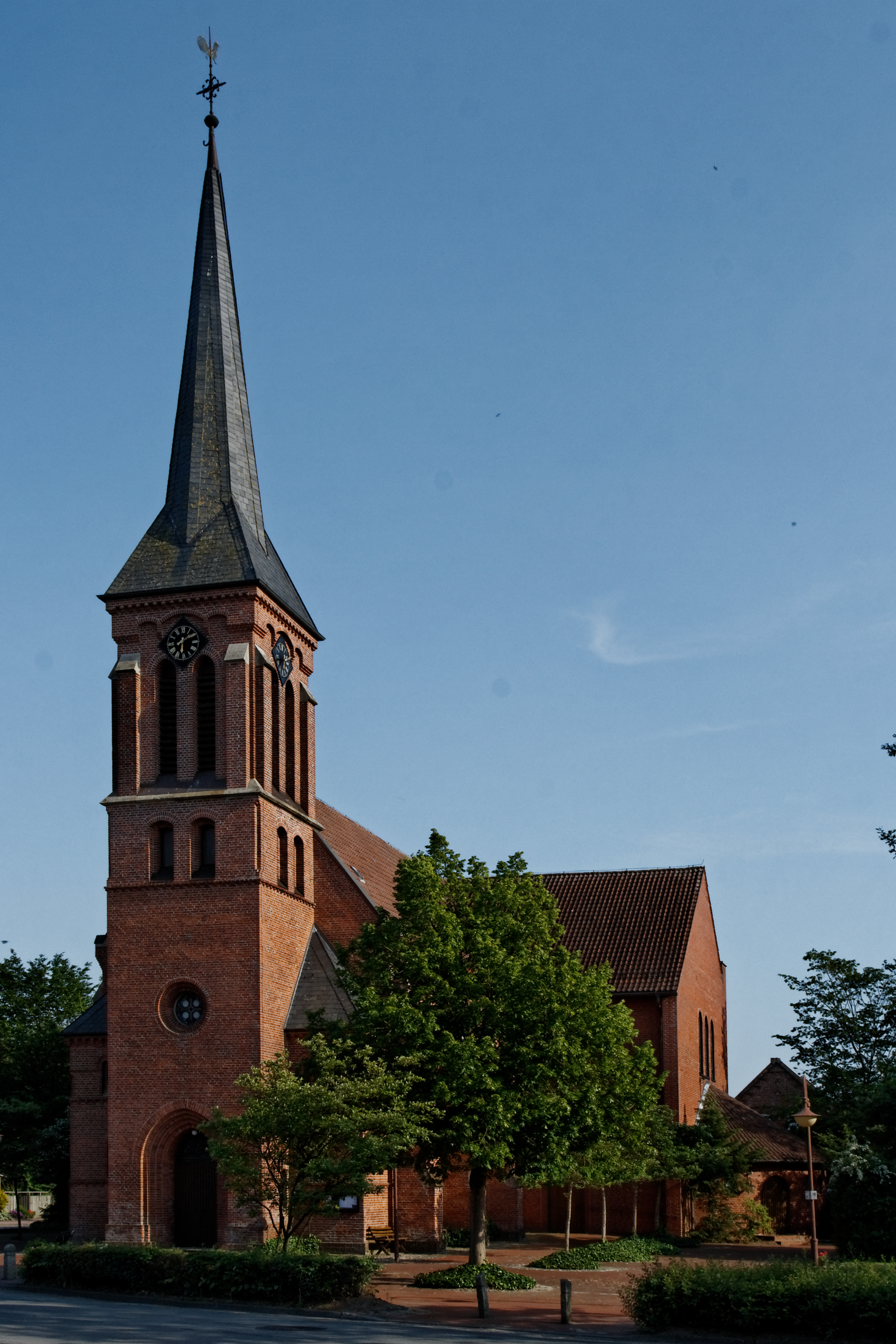
Herz-Jesu-Kirche in Hemmelte

Servatius Wüstefeld ließ sich im 19. Jahrhundert in Cloppenburg nieder, wo er 1874 das über mehrere Generationen bestehende Bauunternehmen Wüstefeld gründete, das später unter anderem von Carl-Otto Wüstefeld fortgeführt wurde, dem ehemaligen Vorstand und späteren Ehrenobermeister der Bau-Innung Cloppenburg.
Der Unternehmensgründer arbeitete anscheinend nicht immer gewinnmaximierend: So rechnete er beispielsweise die auf 3.233 Mark veranschlagte Fertigstellung der alten Cloppenburger Schule schließlich mit nur 2.879 Mark ab.

## Bauten
- 1886: Fertigstellung des durch die „Schulacht“ begonnenen Anbaus für eine vierte Klasse an der alten Cloppenburger Schule[2]
- 1894–1895: neugotische Pfarrkirche Herz Jesu in Hemmelte[1]
- 1899–1902: neugotische Hallenkirche St. Johannes Baptist in Molbergen (nach Plänen des Cloppenburger Geometers Diekhaus)[1]
- 1921–1922: neoklassizistische katholische Kapelle (spätere Kirche) St. Johannes Baptist in Thüle[5][6]